# Denisse Romo
Stephanie Denisse Romo González ist eine mexikanische Handballtorhüterin, die im Hallenhandball ebenso wie in der Disziplin Beachhandball mexikanische Nationalspielerin ist.
Romo studierte Marketing und Medienkommunikation auf dem Campus Fórum Internacional der Universidad La Concordia.

## Hallenhandball
Denisse Romo begann mit dem Handballsport am Trainingszentrum des Instituto del Deporte del Estado de Aguascalientes (IDEA). Bedingt durch den Studienbeginn wechselte sie und spielt seitdem für LaSalaAguascalientes.
Romo spielt für die mexikanische Handballnationalmannschaft und wurde mit dieser unter anderem Vierte bei den Panamerikanischen Spiele 2011 in Guadalajara, gewann bei den Zentralamerika- und Karibikspiele 2014 in Veracruz die Bronzemedaille und bei den Panamerikanischen Spiele 2015 in Toronto wurde sie erneut Vierte. Bei den Zentralamerika- und Karibikspiele 2018 wurde Romo mit Mexiko Vierte.
2012 wurde Romo mit dem Premio Municipal al Mérito Deportivo ausgezeichnet.

## Beachhandball
Abgesehen von einem ersten kurzen Gastspiel bei den Panamerikameisterschaften 2014 in Asunción, nimmt Mexiko erst seit den Panamerika-Meisterschaften 2018 in Oceanside regelmäßig an internationalen Wettbewerben teil. Romo gehört zur ersten Generation dieser Spielerinnen. In Kalifornien wurde sogleich das Halbfinale und am Ende der vierte Rang erreicht, damit auch die erstmalige Qualifikation für Weltmeisterschaften. Bei der WM in Kasan gehörte Romo jedoch nicht zum Kader, statt ihrer wurde Marlene Sosa berufen. Im Jahr darauf gewann Romo bei den das erste Mal ausgetragenen Nordamerika- und Karibikmeisterschaften 2019 in Chaguanas auf Trinidad und Tobago mit Mexiko nach einer Finalniederlage gegen die Vereinigten Staaten die Silbermedaille. Damit war die erneute Qualifikation für die Weltmeisterschaften 2020 in Pescara verbunden, die jedoch aufgrund der COVID-19-Pandemie ausfielen. Seitdem wurde Romo nicht mehr berufen.

## Erfolge
| Pan-Amerikanische Meisterschaften (Beach) - 2018: 4. Nordamerika- und Karibikmeisterschaften (Beach) - 2019: 2. | Panamerikanische Spiele - 2011: 4. - 2015: 4. Zentralamerika- und Karibikspiele - 2014: 3. - 2018: 4. |

## Belege und Anmerkungen
1. ↑  Entrevista exclusiva Denisse Romo, hidrocálida y portera de la Selección de Balonmano. Abgerufen am 10. Januar 2023 (deutsch).
2. ↑  Denisse fue baile, triunfo y fiesta. Abgerufen am 10. Januar 2023 (mexikanisches Spanisch).
Candeportes: Candeportes: JPGDL2011: Sentenció Fernanda Rivera Triunfo de México Sobre Puerto Rico. In: Candeportes. 22. Oktober 2011, abgerufen am 8. Januar 2023.
3. ↑  Denisse Romo, visita al rector de la ULCA. Abgerufen am 10. Januar 2023.
4. ↑  Afmedios / Ulises Morfín: La colimense Fernanda Rivera con el ‘Tri’ de balonmano por bronce en Juegos Panamericanos. In: AFmedios .- Agencia de Noticias. Abgerufen am 8. Januar 2023 (spanisch).
5. ↑  Deportista de Aguascalientes participará en los Juegos Centroamericanos. Abgerufen am 10. Januar 2023.
Eleazar Bañuelos Garcia: Stephanie Denisse Romo González, forma parte del Selectivo Nacional de Balonmano que competirá en Barranquilla, Colombia. 3. Juli 2018, abgerufen am 10. Januar 2023 (spanisch).
Jair García: Denisse Romo ya está en Trinidad y Tobago. Abgerufen am 10. Januar 2023 (spanisch).
6. ↑  Aguascalientes: ciudad moderna, vanguardista y equitativa – LasNoticiasYa! Abgerufen am 10. Januar 2023 (spanisch).
7. ↑  Edición del martes 6 de marzo de 2018 by El Comentario - Issuu. Abgerufen am 2. Dezember 2022 (englisch).
8. ↑  La aguascalentense Denisse Romo participará en Hanball Beach en Rusia – El Clarinete. Abgerufen am 10. Januar 2023 (mexikanisches Spanisch).
DENISSE ROMO SELECCIONADA MEXICANA, PARTICIPARÁ EN EL CAMPEONATO MUNDIAL DE BEACH HANDBALL EN RUSIA. Abgerufen am 10. Januar 2023.
Redacción 24 Horas: Hidrocálida Denisse Romo, participará en Campeonato Mundial de Beach Handball en Rusia. In: 24 Horas. 31. März 2018, abgerufen am 10. Januar 2023 (mexikanisches Spanisch).
9. ↑  Candelario González: Se Presenta México en Mundial de Handball de Playa. In: MAG Deportes. 23. Juli 2018, abgerufen am 18. November 2022 (spanisch).
10. ↑  IHF | USA double-winners in the Caribbean. Abgerufen am 2. Dezember 2022.

| Personendaten    | Personendaten                                         |
| ---------------- | ----------------------------------------------------- |
| NAME             | Romo, Denisse                                         |
| ALTERNATIVNAMEN  | Romo González, Stephanie Denisse (vollständiger Name) |
| KURZBESCHREIBUNG | mexikanische Handballspielerin                        |
| GEBURTSDATUM     | 20. Jahrhundert                                       |